# ألبرت الأول ملك بلجيكا

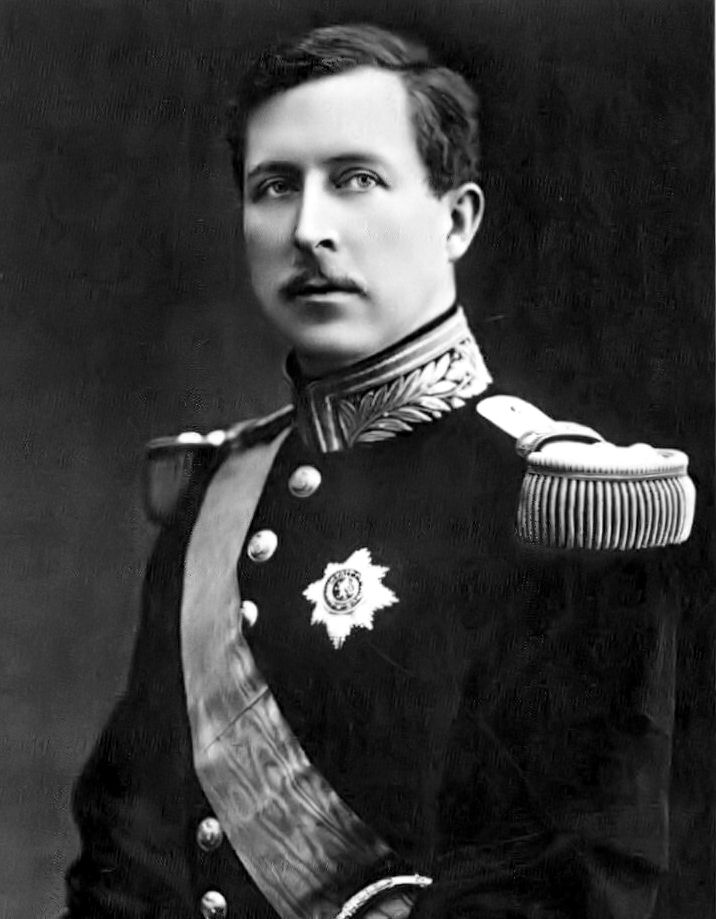
الملك ألبير الأول

ألبير الأول ثالث ملوك بلجيكا، ولد بتاريخ 8 أبريل/نيسان 1875 في بروكسل وتوفي بتاريخ 17 شباط/فبراير 1934 في مارش ليدام قرب مدينة نامور. حكم بين عامي 1909 و1934 وكان قائد الجيش البلجيكي خلال الحرب العالمية الأولى، وانتقل ببلاده لمرحلة الانتعاش في الفترة ما بعد الحرب.

## حياته
هو الابن الأكبر لفيليب كونت الفلاندر (شقيق الملك ليوبولد الثاني). اعتلى ألبير العرش عقب وفاة عمه ليوبولد الثاني عام 1909 حيث كان هو ولي العهد الأقرب له وذلك بسبب وفاة ابن الملك وشقيقه والد ألبير في وقت سابق.
قبيل بدء الحرب العالمية الأولى عمل ألبير الأول على تقوية جيشه، فتمكن في سبيل هذه الغاية من تمرير مشروع قانون التجنيد الإلزامي عام 1913. وفي صيف عام 1914 عاد وأكد على حياد بلجيكا تجاه كل من فرنسا وألمانيا. واستنكر في 2 آب/أغسطس من نفس العام إنذار الإمبراطور الألماني فيلهلم الثاني له بإعلان الحرب في حال رفضه لمرور القوات الألمانية عبر الأراضي البلجيكية، مما تسبب بغزو ألمانيا لمملكته بعد يومين من ذلك الإنذار.
تولى ألبير قيادة الجيش في بداية الحرب ولكنه اضطر للتراجع إلى ما وراء نهر إيزير بعد سقوط مدينة أنتفيرب، تمكنت بعدها القوات الألمانية من احتلال كامل الأراضي البلجيكية باستثناء القسم الجنوبي الغربي من الإقليم الفلامندي. طوال فترة الحرب بقي ألبير ملازماً لقواته ويقوم بزيارات دورية لجنوده في الخنادق على الخطوط الأمامية، وكان مقره الرئيسي في دي بان على الساحل البلجيكي.
| ملوك بلجيكا                                                                                       |
| ليوبولد الأول . ليوبولد الثاني . ألبير الأول ليوبولد الثالث . بودوان الأول . ألبير الثاني . فيليب |

وفي عام 1918 قاد ألبير الأول القوة الفرانكو-بلجيكية والتي كانت تمثل المجموعة الشمالية من جيوش الحلفاء، والتي تمكنت من تحرير مدن أوستند وبروج، وقامت بعبور نهر ليس.
بعد توقيع الهدنة ناشد ألبير الحلفاء لإلغاء الحياد البلجيكي، والذي فرض على بلاده في معاهدات أوربية وقعت عام 1839. وفي السنوات الخمس عشر التي تلت الحرب قاد الملك ألبير الأول بلاده في مرحلة إعادة الإعمار، والتي اشتملت على إعادة إحياء البنية الصناعية التي دمرتها آلة الحرب الألمانية خلال مرحلة الاحتلال. في عام 1926 ساعد ألبير على إدخال نظام نقدي جديد لبلجيكا، في عام 1930 بدأ بشق قناة ألبرت بين أنتورب ولييج وأنهار ميوز وشيلد.
عام 1934 وأثناء ممارسته لرياضة تسلق الصخور سقط الملك ألبير أرضاً مما أدى لموته.

## زواجه
تزوج ألبرت في ميونيخ في 2 أكتوبر عام 1900 من الدوقة البافارية إليزابيث غابرييل فاليري ماري، وهي أميرة من فيتلسباخ التقى بها في جنازة عائلية. كانت ابنة الدوق البافاري كارل تيودور، وزوجته الثانية الإنفانتا ماريا جوزيه البرتغالية، ولدت في قلعة بوسنهوفن في بافاريا، ألمانيا، في 25 يوليو عام 1876، وتوفيت في 23 نوفمبر عام 1965.
أُجرى حفل الزفاف المدني من قبل فريدرش كرافت غراف فون كرايلسهايم في قاعة العرش، وأجرى الزفاف الديني الكاردينال فون شتاين بمساعدة جاكوب فون تورك، الذي كان ملك بافاريا يمارس عنده سر الاعتراف.
استنادًا إلى الرسائل المكتوبة أثناء الخطوبة والزواج (التي استُشهد بها على نطاق واسع في مذكرات ابنتهما ماري خوسيه) يبدو أن الزوجين كانا واقعين في حب عميق. تعبر الكلمات عن عاطفة متبادلة عميقة مبنية على تقارب روحي نادر. أوضحت أيضًا أن ألبرت وإليزابيث دعما وشجعا بعضهما البعض باستمرار في أدوارهما الصعبة كملك وملكة. تشارك الزوجان التزامًا شديدًا تجاه بلدهما وعائلتهما واهتمامًا شديدًا بالتقدم البشري بكل نواحيه. معًا، كسبا صداقة العلماء والفنانين والرياضيين والموسيقيين والفلاسفة البارزين، وحولا بلاطهما في ضاحية لكن إلى صالون ثقافي.

## الحرب العالمية الأولى
في بداية الحرب العالمية الأولى، رفض ألبرت الامتثال لطلب ألمانيا بالمرور الآمن لقواتها عبر بلجيكا من أجل مهاجمة فرنسا، التي زعم الألمان أنها كانت على وشك التقدم إلى بلجيكا في طريقها لمهاجمة ألمانيا لدعم روسيا. طلبت الحكومة الفرنسية من قائد الجيش عدم دخول بلجيكا قبل الغزو الألماني. جلب الغزو الألماني بريطانيا إلى الحرب كإحدى ضمانات الحياد البلجيكي بموجب معاهدة 1839. تولى الملك ألبرت، كما هو منصوص في الدستور البلجيكي، القيادة الشخصية للجيش البلجيكي، وأوقف الألمان لفترة طويلة بما ليكفي لتستعد بريطانيا وفرنسا لمعركة المارن (6-9 سبتمبر 1914). قاد جيشه من خلال حصار أنتويرب (28 سبتمبر - 10 أكتوبر 1914) ومعركة إيزر (16-31 أكتوبر 1914)، عندما دُفع الجيش البلجيكي إلى آخر قطاع صغير من الأراضي البلجيكية بالقرب من بحر الشمال. هنا، اتخذ البلجيكيون، بالتعاون مع جيوش الوفاق الثلاثي، حرب موقف، في الخنادق خلف نهر إيزر، وبقوا هناك لمدة أربع سنوات. في أثناء هذه الفترة، حارب الملك ألبرت إلى جانب قواته وشاركهم الأخطار التي واجهتهم، بينما عملت زوجته، الملكة إليزابيث، كممرضة في الجبهة. في أثناء فترة وجوده على الجبهة، انتشرت شائعات على جانبي الجيش أن الجنود الألمان لم يطلقوا النار عليه مطلقًا احترامًا لكونه القائد الأعلى رتبة، بينما خشي آخرون العقاب من قبل القيصر نفسه، الذي كان ابن عمه. سمح الملك أيضًا لابنه البالغ من العمر 12 عامًا، الأمير ليوبولد، بالالتحاق في الجيش البلجيكي كجندي والقتال في صفوفه.

## مواضيع ذات صلة
- قائمة ملوك بلجيكا
- قناة ألبرت

## روابط خارجية
- ألبرت الأول ملك بلجيكا على موقع IMDb (الإنجليزية)
- ألبرت الأول ملك بلجيكا على موقع الموسوعة البريطانية (الإنجليزية)
- ألبرت الأول ملك بلجيكا على موقع ميوزك برينز (الإنجليزية)
- ألبرت الأول ملك بلجيكا على موقع إن إن دي بي (الإنجليزية)
- ألبرت الأول ملك بلجيكا على موقع قاعدة بيانات الفيلم (الإنجليزية)
- ألبرت الأول ملك بلجيكا على موقع أوليمبيديا (الإنجليزية)